# Кларк Гейбъл
Кларк Гейбъл (на английски: Clark Gable е американски актьор, носител на Оскар, и изиграл една от най-значителните роли в киното, тази на Рет Бътлър от филма „Отнесени от вихъра“ (1939).  През 1999 година Американският филмов институт включва Гейбъл под Номер-7 в класацията на най-големите мъжки звезди на класическото Холивудско кино.

## Биография и кариера

### Ранен живот
Роден е на 1 февруари 1901 г. в град Кадис, Охайо. На 17 години решава, че иска да стане актьор, след като гледа пиесата „Птица от рая“. Започва да се занимава сериозно с актьорско майсторство през 1922 г., когато наследява пари от семейството си.

### Кариера
От началото на 30-те години до около 1954 г. Гейбъл играе под договор към едно от най-големите филмови студия от златната епоха на Холивуд – Метро-Голдуин-Майер.
Печели Оскар за най-добър актьор за ролята си на Питър Уорн, духовития репортер, в романтичната комедия „Това се случи през нощта“.
Другите му известни филми са „Усмихнатите грешници“ (1931), „Манхатанска мелодрама“ (1934), „Бунтът на Баунти“ (1935), „Отнесени от вихъра“ (1939), „Могамбо“ (1953), „Високи мъже“ (1955), „Но не и за мен“ (1953), „Романс в Неапол“ (1960) и „Неудачници“ (1961), който излиза в кината 2 месеца след смъртта му.

### Личен живот
Има 5 брака, но първото му дете, Джуди Люис, е от извънбрачната му връзка с актрисата Лорета Йънг. Третата му съпруга, с която е бил най-щастлив – актрисата Карол Ломбард – загива при самолетна катастрофа през 1942 г. Второто му дете (от Кей Уилямс) се ражда 4 месеца след неговата смърт. Същата година Гейбъл постъпва като войник във Втората световна война на 41 години.

### Смърт
Известен е с прякора „Кралят на Холивуд“. Дълги години пуши и пие, а също така и взима хапчета за отслабване. Кларк Гейбъл умира на 59 години след четвъртия си сърдечен удар на 16 ноември 1960 г.

## Избрана филмография
| Година | Филм                      | Оригинално заглавие      | Роля             | Режисьор        |
| ------ | ------------------------- | ------------------------ | ---------------- | --------------- |
| 1931   | Усмихнатите грешници      | Laughing Sinners         | Карл Лумис       | Хари Бомонт     |
| 1937   | Саратога                  | Saratoga                 | Дюк Брадли       | Джак Конуей     |
| 1939   | Отнесени от вихъра        | Gone with the Wind       | Рет Батлър       | Виктор Флеминг  |
| 1951   | Отвъд широката Мисури     | Across the Wide Missouri | Флинт Мичъл      | Уилям Уелман    |
| 1953   | Могамбо                   | Mogambo                  | Виктор Марсуел   | Джон Форд       |
| 1956   | Кралят и четирите кралици | The King and Four Queens | Дан Кехоу        | Раул Уолш       |
| 1959   | Но не и за мен            | But Not for Me           | Ръсел (Ръс) Уорд | Уолтър Ланг     |
| 1960   | Това започна в Неапол     | It Started in Naples     | Майкъл Хамилтън  | Мелвил Шавелсън |